# طرخشقون سهمي الورق
طرخشقون سهمي الورق (باللاتينية: Taraxacum sagittifolium ) هو نوع نباتي يتبع جنس الطرخشقون من القبيلة الشيكورية.